# هامبشاير الشرقية (دائرة انتخابية في المملكة المتحدة)
هامبشاير الشرقية (بالإنجليزية: East Hampshire)‏ هي إحدى الدوائر الانتخابية في المملكة المتحدة الممثلة في مجلس العموم في برلمان المملكة المتحدة.
عضو البرلمان الذي يمثلها حالياً هو :Rt Hon Michael Mates (Con).